# Koroška Bela
Koroška Bela je naselje u slovenskoj Općini Jesenicama. Koroška Bela se nalazi u pokrajini Gorenjskoj i statističkoj regiji Gorenjskoj. 

## Stanovništvo
Prema popisu stanovništva iz 2002. godine naselje je imalo 2,206 stanovnika.